# 湯野川広美
湯野川 広美（ゆのかわ ひろみ、1987年3月3日 - ）は、日本の女性シンガーソングライター。東京都国立市出身。愛称は「ひぃたん」。
兄はインディーズバンド「こきょうらく（个響落）」のピアノボーカルであるDON。伯母は作詞家の湯川れい子。

## 来歴
2003年
- 7月、東京都立府中東高等学校の軽音楽部にてバンド「ジン」結成。

2006年
- 5月24日、メジャーデビュー。

2014年
- 6月、「湯野川広美」名義でアコースティックギター弾き語りによるソロ活動を開始。

2015年
- 4月、バンド形態による「湯野川広美BAND」活動開始。
- 6月、ミニアルバム「世界観散歩」リリース。

2016年
- 1月、ミニアルバム「ひきがたり」リリース。
- 3月3日、渋谷354CLUBにて初のワンマンライブを開催。
- 10月、ミニアルバム「裸足のうた」リリース。
- 11月21日、渋谷TSUTAYA O-WESTでワンマンライブを開催。

2017年
- 8月、アルバム「心音の樹」リリース。

2018年
- 3月、シングル「旅」リリース。
- 11月27日、渋谷TSUTAYA O-WESTでワンマンライブを開催。

2020年
- 5月、ミニアルバム「羽の道しるべ」リリース。
- 5月24日、湯野川広美BANDでもパーカッショニスト兼ドラマーとして参加している森盛滋との結婚をSNSで発表（入籍は2019年）。